# Wormaldia shawnee
Wormaldia shawnee là một loài Trichoptera trong họ Philopotamidae. Chúng phân bố ở miền Tân bắc.